# Franco Ossola
Franco Ossola (Varese, 23 agosto 1921 – Superga, 4 maggio 1949) è stato un calciatore italiano, di ruolo attaccante.

## Biografia
Perse la vita a Superga il 4 maggio 1949 quando il Fiat G.212 di ritorno dalla trasferta di Lisbona si schiantò contro il muraglione del terrapieno posteriore della basilica di Superga.
A lui è intitolato lo Stadio di Varese. Con 85 gol totali con la maglia del Torino si trova al 9º posto della classifica dei marcatori del club torinese dietro a Adolfo Baloncieri (100).
Era fratello consanguineo di Aldo Ossola, cestista, e di Luigi, anch'egli calciatore. Suo figlio Franco, nato orfano di padre, fu velocista internazionale.

## Carriera

Ossola (a destra) al Torino, assieme a Gallea (a sinistra) e all'allenatore Janni (al centro).

### Varese
Notato ancora da ragazzo dall'allenatore del Varese Antonio Janni, venne subito inserito nella squadra che disputava il campionato di Serie C e segnalato al Torino, di cui lo stesso Janni era stato una bandiera.
Inizialmente l'allenatore non era intenzionato a farlo giocare per cederlo direttamente al Torino, ma fu costretto a mandarlo in campo per l'infortunio del titolare Magni.
Janni contattò immediatamente Ferruccio Novo, presidente della squadra granata, che lo acquistò per 55.000 lire.

### Torino
A Torino arrivò diciottenne nel 1939, facendo il suo esordio in Serie A il 4 febbraio 1940. Partito come rincalzo, nei primi anni soffrì la presenza del grande Pietro Ferraris, che occupava la fascia sinistra d'attacco. Divenne poi titolare, conquistando la maglia nº 11, con cui giocò 181 partite segnando 86 reti tra Serie A, Campionato Alta Italia e Divisione Nazionale.
Inizialmente sepolto insieme ad altri suoi compagni di squadra, viene successivamente traslato in una tomba di famiglia personale sempre presso il Cimitero monumentale di Torino.

## Statistiche

### Presenze e reti nei club
| Stagione        | Squadra         | Campionato      | Campionato | Campionato |
| Stagione        | Squadra         | Comp            | Pres       | Reti       |
| --------------- | --------------- | --------------- | ---------- | ---------- |
| 1938-1939       | Varese          | C               | 9          | 3          |
| 1939-1940       | Torino          | A               | 4          | 0          |
| 1940-1941       | Torino          | A               | 22         | 14         |
| 1941-1942       | Torino          | A               | 13         | 7          |
| 1942-1943       | Torino          | A               | 12         | 6          |
| 1944-1945       | Torino          | CAI             | 24         | 11         |
| 1945-1946       | Torino          | DN              | 30         | 11         |
| 1946-1947       | Torino          | A               | 29         | 13         |
| 1947-1948       | Torino          | A               | 17         | 9          |
| 1948-1949       | Torino          | A               | 25         | 11         |
| Totale Torino   | Totale Torino   | Totale Torino   | 176        | 82         |
| Totale carriera | Totale carriera | Totale carriera | 185        | 85         |

## Palmarès

### Club
- Campionato italiano: 5

Torino: 1942-1943, 1945-1946, 1946-1947, 1947-1948, 1948-1949
- Coppa Italia: 1

Torino: 1942-1943

## Nella cultura di massa

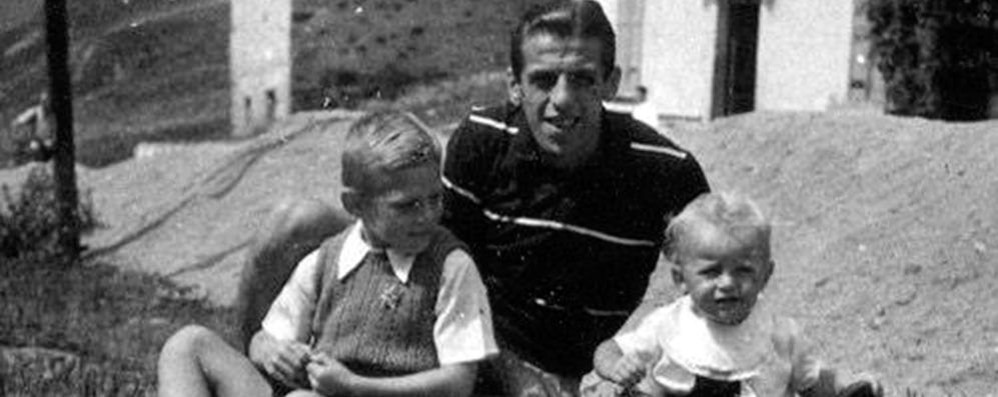
Franco Ossola al centro con i fratelli Luigi alla sua destra e Aldo alla sua sinistra

Franco Ossola è stato interpretato dall'attore Gualtiero Burzi nella miniserie TV Il Grande Torino.